# Edward Tyson
Pour les articles homonymes, voir Tyson.
Edward Tyson est un médecin et un anatomiste britannique, né le 20 janvier 1651 à Bristol et mort le 1er août 1708.

## Biographie
Il obtient à Oxford son Bachelor of Arts en 1670 et son Master of Arts en 1673. Il obtient son Medical Doctorat à Cambridge en 1677. En 1684, il est appointé médecin et gouverneur du Bethlem Royal Hospital à Londres (qui est le premier hôpital psychiatrique de Grande-Bretagne). On le crédite d’avoir fait évoluer l’hôpital d’une sorte de zoo à un endroit capable d’aider ses pensionnaires.

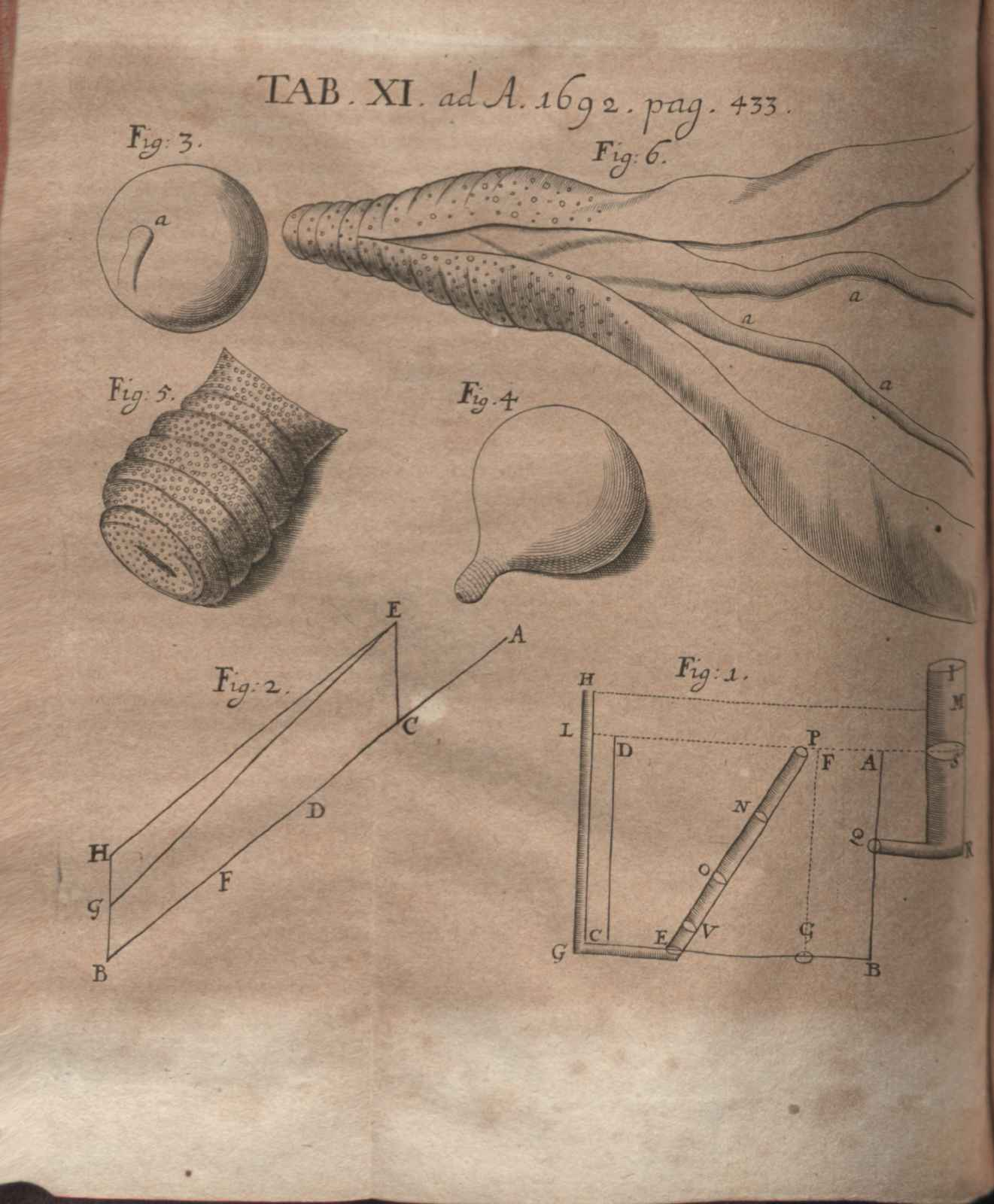
Fig. 3-6: Illustration à la critique du Lombricus hydropicus publiée sur les Acta Eruditorum, 1692

Tyson est également considéré comme l’un des fondateurs de l’anatomie comparée, discipline basée sur la comparaison anatomique de différentes espèces. Il découvre en 1680, que les marsouins sont des mammifères. En 1698, il pratique la dissection d’un chimpanzé ce qui lui donne l’occasion de faire paraître un livre intitulé Orang-Outang, sive Homo Sylvestris: or, the Anatomy of a Pygmie Compared with that of a Monkey, an Ape, and a Man. Dans ce livre, il arrive à la conclusion que le chimpanzé a plus de ressemblances avec l’être humain qu’avec les singes, notamment dans la structure de son cerveau. Cette publication est rééditée en 1894 avec une préface de Sir Bertram Coghill Alan Windle (1858-1929) et une courte biographie d’Edward Tyson.

### Sources
- John Gribbin (2002), The Scientists.
- (en) Anita Guerrini, « Tyson, Edward (1651–1708) », dans Oxford Dictionary of National Biography, Oxford University Press, 2004 (lire en ligne ).

### Note
- (en) Cet article est partiellement ou en totalité issu de l’article de Wikipédia en anglais intitulé « Edward Tyson » (voir la liste des auteurs).

1. ↑  Exemplaire numérique disponible sur le Projet Gutenberg.